# B.o.B Presents: The Adventures of Bobby Ray
B.o.B Presents: The Adventures of Bobby Ray (literalment «B.o.B Presenta: Les Aventures de Bobby Ray») és el primer àlbum d'estudi del raper estatunidenc B.o.B, publicat el 27 d'abril del 2010 sota les discogràfiques Rebel Rock, Grand Hustle i Atlantic Records. B.o.B gravà l'àlbum entre el 2008 i el 2010 en diversos estudis a Atlanta, Chicago, Detroit i Los Angeles juntament amb altres músics i productors contribuents. L'àlbum inclou artistes convidats com Rivers Cuomo, Eminem, Bruno Mars, T.I. i Hayley Williams, entre d'altres.
El mateix B.o.B liderà la producció en col·laboració amb Jim Jonsin i T.I., els tres escortats per diversos productors com Alex da Kid, Crada, Dr. Luke, DJ Frank E, Kuttah, Lil' C, Polow da Don, The Knux i The Smeezingtons. L'àlbum enfoca temes com el preu de la fama i l'esperança, i rebrà puntuacions generalment positives. Els crítics remarcaren la varietat de gèneres tradicionals destacats en el disc, el carisma mostrat per B.o.B i les seves «rimes inventives». Malgrat això, les ressenyes més negatives criticaren la manca d'identitat i organització del projecte.
Per promocionar l'àlbum, B.o.B llançà el mixtape May 25th (literalment «25 de Maig») anunciant la data de publicació de les Adventures of Bobby Ray en el títol. L'èxit immediat del disc, llançat l'1 de febrer de 2010, convencí Atlantic Records a avançar la data de publicació de l'àlbum d'estudi (un fet poc habitual en el món del hip-hop) al 27 d'abril. L'àlbum fou precidit per dos senzills: «Nothin' on You» (amb Bruno Mars) i «Airplanes» (amb Hayley Williams of Paramore).

## Llista de cançons
| Núm.          | Títol                                                           | Durada |
| ------------- | --------------------------------------------------------------- | ------ |
| 1.            | «Don't Let Me Fall»                                             | 4:35   |
| 2.            | «Nothin' on You» (amb Bruno Mars)                               | 4:29   |
| 3.            | «Past My Shades» (amb Lupe Fiasco)                              | 3:33   |
| 4.            | «Airplanes» (amb Hayley Williams)                               | 3:01   |
| 5.            | «Bet I» (amb T.I. i Playboy Tre)                                | 4:17   |
| 6.            | «Ghost in the Machine»                                          | 4:53   |
| 7.            | «The Kids» (amb Janelle Monáe)                                  | 3:26   |
| 8.            | «Magic» (amb Rivers Cuomo)                                      | 3:16   |
| 9.            | «Fame»                                                          | 3:41   |
| 10.           | «Lovelier Than You»                                             | 4:04   |
| 11.           | «5th Dimension» (amb Ricco Barrino)                             | 3:23   |
| 12.           | «Airplanes, Part II» (amb Hayley Williams of Paramore i Eminem) | 5:19   |
| Durada total: | Durada total:                                                   | 47:57  |

| 1.            | «Don't Let Me Fall»                                             | 4:35  |
| 2.            | «Nothin' on You» (amb Bruno Mars)                               | 4:29  |
| 3.            | «Past My Shades» (amb Lupe Fiasco)                              | 3:33  |
| 4.            | «Airplanes» (amb Hayley Williams)                               | 3:01  |
| 5.            | «Bet I» (amb T.I. i Playboy Tre)                                | 4:17  |
| 6.            | «Ghost in the Machine»                                          | 4:53  |
| 7.            | «I'll Be in the Sky»                                            | 4:06  |
| 8.            | «The Kids» (amb Janelle Monáe)                                  | 3:26  |
| 9.            | «Magic» (amb Rivers Cuomo)                                      | 3:16  |
| 10.           | «Fame»                                                          | 3:41  |
| 11.           | «Lovelier Than You»                                             | 4:04  |
| 12.           | «5th Dimension» (amb Ricco Barrino)                             | 3:23  |
| 13.           | «Airplanes, Part II» (amb Hayley Williams of Paramore i Eminem) | 5:19  |
| Durada total: | Durada total:                                                   | 52:03 |

## Posició a les llistes
| Llista (2010)                         | Posició |
| ------------------------------------- | ------- |
| Llista d'àlbums d'Austràlia           | 42      |
| Llista d'àlbums d'Austria             | 53      |
| Llista d'àlbums del Canada            | 7       |
| Llista d'àlbums del Països Baixos     | 66      |
| Llista d'àlbums de França             | 141     |
| Llista d'àlbums d'Alemanya            | 93      |
| Llista d'àlbums «newcomer» d'Alemanya | 8       |
| Llista d'àlbums de Grècia             | 19      |
| Llista d'àlbums de Nova Zelanda       | 21      |
| Llista d'àlbums d'Irlanda             | 34      |
| Llista d'àlbums de Suïssa             | 47      |
| Llista d'àlbums del Regne Unit        | 17      |
| Llista d'àlbums R&B del Regne Unit    | 4       |
| Llista d'àlbums dels EUA              | 1       |
| Llista d'àlbums R&B dels EUA          | 1       |
| Llista d'àlbums rap dels EUA          | 1       |

| Llista (2010)                  | Posició |
| ------------------------------ | ------- |
| Llista d'àlbums del Regne Unit | 132     |
| Llista d'àlbums dels EUA       | 61      |

| País                | Certificació | Vendes     |
| ------------------- | ------------ | ---------- |
| Estats Units (RIAA) | 2× Platí     | 2.000.000+ |